# Roumoules
Roumoules – miejscowość i gmina we Francji, w regionie Prowansja-Alpy-Lazurowe Wybrzeże, w departamencie Alpy Górnej Prowansji.

## Demografia
Według danych na rok 1990 gminę zamieszkiwało 469 osób, a gęstość zaludnienia wynosiła 18 osób/km². W styczniu 2015 r. Roumoules zamieszkiwało 711 osób, przy gęstości zaludnienia wynoszącej 27,3 osób/km².